# Thillot
Thillot és un municipi francès situat al departament del Mosa i a la regió del Gran Est. L'any 2007 tenia 228 habitants.

## Demografia

### Població
El 2007 la població de fet de Thillot era de 228 persones. Hi havia 78 famílies, de les quals 16 eren unipersonals (8 homes vivint sols i 8 dones vivint soles), 27 parelles sense fills i 35 parelles amb fills.
La població ha evolucionat segons el següent gràfic:
Habitants censats

### Habitatges
El 2007 hi havia 108 habitatges, 82 eren l'habitatge principal de la família, 16 eren segones residències i 11 estaven desocupats. 105 eren cases i 3 eren apartaments. Dels 82 habitatges principals, 63 estaven ocupats pels seus propietaris, 13 estaven llogats i ocupats pels llogaters i 5 estaven cedits a títol gratuït; 2 tenien dues cambres, 13 en tenien tres, 19 en tenien quatre i 47 en tenien cinc o més. 64 habitatges disposaven pel capbaix d'una plaça de pàrquing. A 30 habitatges hi havia un automòbil i a 43 n'hi havia dos o més.

### Piràmide de població
La piràmide de població per edats i sexe el 2009 era:
| Homes | Edats   | Dones |
| ----- | ------- | ----- |
| 0     | 95 o +  | 0     |
| 0     | 90 a 94 | 0     |
| 4     | 85 a 89 | 0     |
| 0     | 80 a 84 | 0     |
| 8     | 75 a 79 | 4     |
| 4     | 70 a 74 | 8     |
| 8     | 65 a 69 | 4     |
| 4     | 60 a 64 | 0     |
| 0     | 55 a 59 | 16    |
| 20    | 50 a 54 | 8     |
| 0     | 45 a 49 | 4     |
| 4     | 40 a 44 | 0     |
| 4     | 35 a 39 | 0     |
| 8     | 30 a 34 | 12    |
| 4     | 25 a 29 | 4     |
| 0     | 20 a 24 | 4     |
| 8     | 15 a 19 | 8     |
| 0     | 10 a 14 | 4     |
| 4     | 5 a 9   | 4     |
| 0     | 0 a 4   | 0     |

## Economia
El 2007 la població en edat de treballar era de 139 persones, 93 eren actives i 46 eren inactives. De les 93 persones actives 78 estaven ocupades (50 homes i 28 dones) i 15 estaven aturades (6 homes i 9 dones). De les 46 persones inactives 21 estaven jubilades, 5 estaven estudiant i 20 estaven classificades com a «altres inactius».

### Ingressos
El 2009 a Thillot hi havia 88 unitats fiscals que integraven 245 persones, la mediana anual d'ingressos fiscals per persona era de 12.672 €.

### Activitats econòmiques
Dels 2 establiments que hi havia el 2007, 1 era d'una empresa de serveis i 1 d'una empresa classificada com a «altres activitats de serveis».
L'any 2000 a Thillot hi havia 9 explotacions agrícoles.

## Equipaments sanitaris i escolars
El 2009 hi havia una escola maternal integrada dins d'un grup escolar amb les comunes properes formant una escola dispersa.

## Poblacions més properes
El següent diagrama mostra les poblacions més properes.